# 군우동
군우동은 평안남도 개천시 소속의 행정구역이다. 과거에는 군우리(軍隅里)로 불렸다.

## 같이 보기
- 군우리 전투